# Ортез (медицина)
Орте́з (др.-греч. ορθός — прямой, равный) — внешнее медицинское приспособление, предназначенное для изменения структурных и функциональных характеристик нервно-мышечной и скелетной системы: разгрузки, фиксации, активизации и коррекции функций повреждённого сустава или конечности. В частности, корсеты, бандажи, аппараты, специальная обувь, стельки и пр. Применяется при нестабильности связочного аппарата суставов, травмах при занятиях спортом, артрозе и артрите суставов, в послеоперационный период.
Ортезы также могут применяться для:
- управления, направления, ограничения и/или обездвиживания конечности, сустава или части тела по определённой причине;
- ограничения подвижности в заданном направлении;
- помощи движению в целом;
- уменьшения с определённой целью силы, прикладываемой ногой для переноса веса тела;
- помощи при реабилитации от трещин костей после снятия гипса;
- коррекции формы и/или функции организма с целью облегчения передвижения или уменьшения боли.

Ортез как медицинское направление сочетает в себе знания анатомии и физиологии, патофизиологии, биомеханики и инжиниринга. Пациенты, использующие ортезы, могут страдать такими дисфункциями, как расщепление позвоночника или детский церебральный паралич или иметь травмы спинного мозга или нарушение стволовых клеток, хотя многие методы лечения ещё тщательно не изучены и в стандартной терапии применяется крайне мало новых исследований.

## Изготовление и материалы
Традиционно ортезы изготавливают после создания контура конечности с измерениями, чтобы полученное устройство получилось максимально эффективным. Позднее, с появлением пластмасс как материала для изготовления основы ортеза, эта идея потребовала гипсовой формы части тела, для которой нужен ортез. Такой метод до сих пор широко используется в данной отрасли. В настоящее время в ортопедическом производстве используются аппараты с CAD/CAM, CNC и трёхмерной печатью.
Ортезы изготавливаются из различных материалов, включающих термопластики, углеродное волокно, металл, эластичные материалы, ЭВА, ткань или сочетания подобных материалов. Некоторые разработки можно купить в местных магазинах; другие являются более специфичными и требуют направления терапевта, чтобы ортез соответствовал нуждам пациента. К основным относят ортопедические брейсы, которые доступны для свободного приобретения во множестве размеров. Они, как правило, легко надеваются или крепятся застёжками на липучках. Одной из их целей является защита от травмы.
Также ортезы изготавливаются методом 3D-печати из полилактида (Здравпринт, Россия), полимерного гипса (3M, США) и низкотемпературного пластика (Т Таре Company, Нидерланды).